# Núcleo lenticular
El núcleo lenticular, llamado también núcleo extraventricular del cuerpo estriado, está situado debajo y algo por fuera del núcleo caudado, en pleno centro oval. Mide cinco centímetros de longitud.

## Conformación exterior
Visto en un corte frontal tiene una forma señaladamente triangular. Podemos, pues, considerarlo como un prisma triangular y distinguirle tres caras (inferior, interna y externa), dos extremidades (anterior y posterior) y tres bordes. La cara inferior descansa, en su mayor parte, sobre el centro oval del lóbulo temporooccipital (por delante se fusiona con la substancia gris del espacio perforado anterior). Es cruzada oblicuamente por la comisura blanca anterior, que le labra un canal en dicha cara, llamado canal de la comisura blanca. La cara externa o, mejor, superoexterna, está cubierta también por una segunda lámina blanca, la cápsula externa, que separa el núcleo lenticular del antemuro y de la ínsula de Reil.
La extremidad posterior se adelgaza y se resuelve en cierto número de prolongaciones longitudinales, regularmente superpuestas en sentido vertical. La extremidad anterior es más voluminosa, irregularmente redondeada, y se fusiona gradualmente con la cabeza del núcleo caudado, de modo que los dos núcleos así reunidos forman en conjunto una especie de U tendida, cuyas dos ramas están representadas por los dos núcleos y la parte media por la masa gris que los une por su extremidad anterior. De los tres bordes, uno es superior, el segundo inferior y el tercero interno; este último sumamente convexo hacia dentro.

## Constitución anatómica
El núcleo lenticular, visto en un corte frontal, presenta una masa gris fundamental, atravesada de abajo arriba por dos láminas blancas, una interna (lámina medular interna) y otra externa (lámina medular externa). Estas dos láminas medulares descomponen la masa gris en tres segmentos distintos: 
- segmento externo o putamen (que es de color más intenso);
- segmento interno (que es de menor coloración);
- segmento medio (cuya coloración es un término medio entre la del segmento interno y la del putamen).

El segmento medio y el interno han recibido también, en conjunto, el nombre de globus pallidus. El segmento medio solo, es llamado también globus medialis.